# Franz von Le Monnier

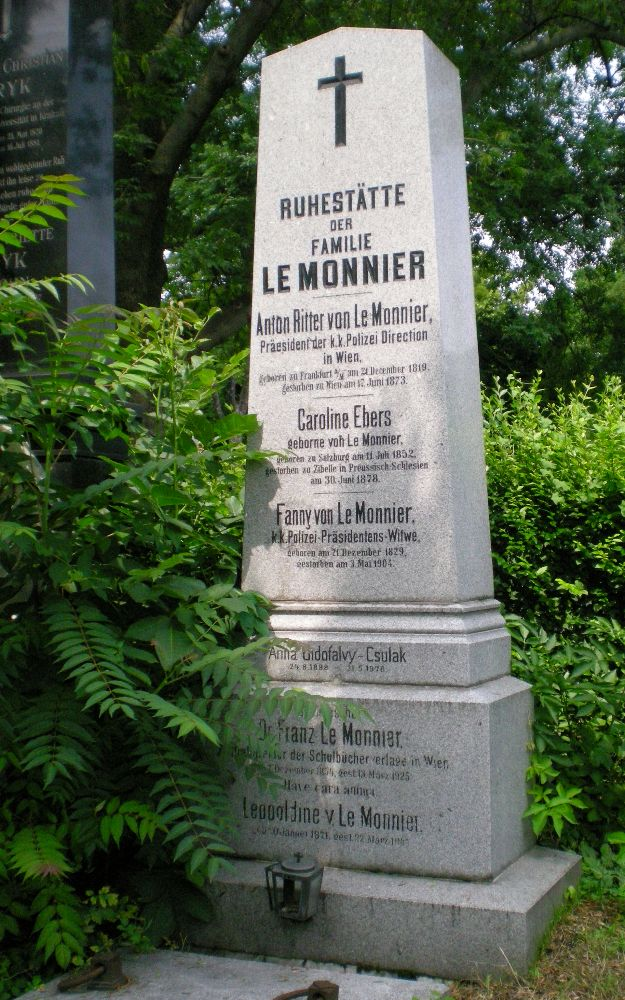
Familiengrab der Familie von Le Monnier auf dem Wiener Zentralfriedhof

Franz Ritter von Le Monnier (* 7. Dezember 1854 in Salzburg; † 13. März 1925 in Wien) war ein österreichischer Geograph.

## Leben
Franz Le Monnier war der einzige Sohn des Salzburger Polizeidirektors Anton Ritter von Le Monnier und dessen Ehefrau Franziska, geborene Deutsch (1829–1904). Von seinen drei Schwestern Antonia, Caroline und Sophie wurde letztere nach ihrer Heirat mit dem Rechtsanwalt Cäsar Barazetti überregional als Schriftstellerin Sophie Barazetti bekannt.
Durch die berufsbedingte Versetzung des Vaters lebte die Familie zwischen 1860 und 1869 zunächst in Brünn und ab 1869 in Wien.
Von 1865 bis zu seiner Matura am Akademischen Gymnasium in Wien 1872 war Franz Le Monnier Klassenkamerad und Freund des späteren tschechoslowakischen Staatspräsidenten Tomáš Masaryk, dessen Schulbesuch Anton Le Monnier, der wenig später 1869 in den Adelsstand erhoben wurde, ermöglicht hatte. Franz von Le Monnier studierte an der Universität Wien Geographie, promovierte am 21. Juni 1884 zum Dr. phil. und arbeitete später dann bei den österreichischen Schulbuchverlagen in Wien. Er wirkte hier zuletzt als Zentraldirektor und ging 1911 in Ruhestand. 
Seit 1870 war er Mitglied der k.k. Geographischen Gesellschaft, von 1884 bis 1889 ihr Generalsekretär.
Am 29. August 1886 wurde er unter der Präsidentschaft des Physikers Hermann Knoblauch in der Fachsektion Anthropologie, Ethnologie und Geographie unter der Matrikel-Nr. 2619 als Mitglied in die Kaiserliche Leopoldino-Carolinische Deutsche Akademie der Naturforscher aufgenommen.
Franz von Le Monnier war seit 1909 mit Leopoldine, geborene Hausberger (1871–1947) verheiratet.

## Schriften und Werk (Auswahl)
- mit Josef Chavanne und Alois Karpf: Die Literatur über die Polar-Regionen der Erde. Hölzel, Wien 1878 (Digitalisat)

Karten
- Das Geschlechtsverhältniss der Bevölkerung Österreich-Ungarn's nach der Zählung vom 31. December 1880. Gezeichnet von Dr. Franz Ritter von Le Monnier. K. K. Ministerial-Vice-Secretär. Wien 1884. (Digitalisat)
- Karte der Territorial-Eintheilung des K. K. Heeres und der beiden Landwehren, der Vertheilung der Garnisonen sowie des Verhältnisses der Kriegsdiensttauglichkeit. Wien 1885. (Digitalisat)